# 篠田節子
篠田 節子（しのだ せつこ、1955年10月23日 -）は、日本の小説家、ホラー作家、SF作家、推理作家。

## 経歴・人物
東京都生まれ。八王子の典型的な商業地区で育つ。実家は戦前、大きな機屋を営んでいた。一人っ子で、小学生時代に冒険小説やSF、コナン・ドイルの『失われた世界』に夢中になり、中学生時代には、『コンチキ号漂流記』や『沈黙の世界』など自然科学系のノンフィクションを中心に、中尾明『黒の放射線』などに読み耽ったという。
東京都立富士森高等学校、東京学芸大学教育学部卒業後、八王子市役所に勤務する。（教育実習に2回行って小学校教諭に向いていないと感じ、裁判所調査官試験を受けるも失敗し、市役所職員となった。）
26歳のときに仕事関係の勉強会で知り合った4歳上の夫（都庁職員）と結婚し、妊娠するも流産し、子供はいない。市役所の勤務年数は10年以上にもおよび、福祉、教育、保健（健康管理）など様々な部署に異動、配属された。市立図書館の立ち上げにも携わり、図書館には5年10か月勤務したが、キャリアアップや転職志向が強く、心ここにあらず状態で「困った職員だった」と本人はインタビューで振り返っている。
30歳の時、朝日カルチャーセンターの小説執筆講座に通い、直木賞作家多岐川恭の指導を受ける。多岐川の退職に伴い一時通うのをやめるが、32歳の時に再び講談社フェーマススクール・エンタテイメント小説教室に通い始め、山村正夫から小説の手ほどきを受ける。同じ講座の受講生に、鈴木輝一郎、宮部みゆきがいる。
1990年、35歳の時にパニックSFタッチの中篇ホラー小説「絹の変容」で小説すばる新人賞を獲得。受賞後、作家活動に専念するため退職する。その後、異形ホラー小説『アクアリウム』、伝奇サスペンス小説『聖域』、直木賞候補となった医学パニック小説『夏の災厄』、音楽ホラー小説『カノン』、近未来スラップスティック反ユートピア（ディストピア）小説『斎藤家の核弾頭』などを発表した。
デビューして4年ほど経った頃、日本推理作家協会などの集まりで知り合った文筆仲間と共同の仕事場を持ったことがある。
官僚制、民主主義、サラリーマン社会、管理社会、家父長制、宗教などさまざまな主題をとりあげており、広義のミステリ、ホラーといったジャンルに分類されるが、篠田自身にはジャンル意識があまりみられない点が特徴である。
編集者からエロティックな作品を、との求めに応じた短編小説（冒頭作）を連作としてふくらませた『女たちのジハード』では、男性優位社会の中で生き方を模索する若いキャリアウーマン群像を描き、女性のライフスタイルや結婚、妊娠、海外での就職などをコミカルに描写した。この作品で直木賞を受賞するが、過去の作風と比すると異色作に属するものであり、瓢箪から駒が出たような成り行きに、本人は「意外かつ不本意だ」と困惑を披瀝したエピソードがある。
趣味はチェロの演奏。2004年2月に発売された歌手山下久美子のアルバム『壁のない世界』では山下久美子とのコラボレーションを試みた。音楽家を主人公とした作品もいくつかある。
日本推理作家協会、日本SF作家クラブに所属している。

## 受賞歴・栄典
- 1990年 - 『絹の変容』で第3回小説すばる新人賞受賞。
- 1997年 - 『ゴサインタン』で第10回山本周五郎賞受賞。
- 1997年 - 『女たちのジハード』で第117回直木三十五賞受賞。
- 2009年 - 『仮想儀礼』で第22回柴田錬三郎賞受賞。
- 2011年 - 『スターバト・マーテル』で芸術選奨文部科学大臣賞受賞。
- 2015年 - 『インドクリスタル』で第10回中央公論文芸賞受賞[7]。
- 2019年 - 『鏡の背面』で第53回吉川英治文学賞受賞[8]。
- 2020年 - 紫綬褒章受章[9][10]。

## 著書

### 小説

#### 1990年代
- 絹の変容（1991年1月 集英社 / 1993年8月 集英社文庫）
- 贋作師（1991年3月 講談社ノベルス / 1996年1月 講談社文庫）
- ブルー・ハネムーン（1991年12月 光文社カッパ・ノベルス / 1997年6月 光文社文庫）
- 変身（1992年9月 角川書店）
  - 【改題・増訂】マエストロ（2005年11月 角川文庫）
- アクアリウム（1993年3月 スコラ / 1996年8月 新潮文庫 / 2011年4月 集英社文庫）
- 神鳥〔イビス〕（1993年8月 集英社 / 1996年10月 集英社文庫）
- 聖域（1994年4月 講談社 / 1997年8月 講談社文庫 / 2008年7月 集英社文庫）
- 愛逢い月〔めであいづき〕（1994年7月 集英社 / 1997年10月 集英社文庫）
  - 収録作品：秋草 / 38階の黄泉の国 / コンセプション / 柔らかい手 / ピジョン・ブラッド / 内助
- 夏の災厄（1995年3月 毎日新聞社 / 1998年6月 文春文庫 / 2015年2月 角川文庫）
- 美神解体（1995年8月 角川ホラー文庫 / 2012年5月 角川文庫）
- 死神（1996年1月 実業之日本社 / 1999年10月 文春文庫）- 連作短編集
  - 収録作品：しだれ梅の下 / 花道 / 七人の敵 / 選手交替 / 失われた二本の指へ / 緋の襦袢 / 死神 / ファンタジア
- カノン（1996年4月 文藝春秋 / 1999年4月 文春文庫）
- ゴサインタン―神の座（1996年9月 双葉社 / 2000年6月 双葉文庫 / 2002年10月 文春文庫 / 2024年1月 集英社文庫）
- 女たちのジハード（1997年1月 集英社 / 2000年1月 集英社文庫）
- 斎藤家の核弾頭（1997年4月 朝日新聞出版 / 1999年12月 朝日文庫 / 2001年8月 新潮文庫）
- ハルモニア（1998年1月 マガジンハウス / 2001年2月 文春文庫）
- 弥勒（1998年9月 講談社 / 2001年10月 講談社文庫 / 2019年8月 集英社文庫）
- レクイエム（1999年1月 文藝春秋 / 2002年4月 文春文庫）
  - 収録作品：彼岸の風景 / ニライカナイ / コヨーテは月に落ちる / 帰還兵の休日 / コンクリートの巣 / レクイエム
- 青らむ空のうつろのなかに（1999年3月 新潮社）
  - 【改題】家鳴り（2002年6月 新潮文庫 / 2012年9月 集英社文庫）
    - 収録作品：幻の穀物危機 / やどかり / 操作手 / 春の便り / 家鳴り / 水球 / 青らむ空のうつろの中に
- 第4の神話（1999年12月 角川書店 / 2002年12月 角川文庫）

#### 2000年代
- 百年の恋（2000年12月 朝日新聞出版 / 2003年10月 朝日文庫 / 2007年1月 集英社文庫）
- インコは戻ってきたか（2001年6月 集英社 ISBN / 2004年5月 集英社文庫）
- 妖櫻忌（2001年11月 角川書店 / 2004年6月 角川文庫）
- 静かな黄昏の国（2002年10月 角川書店 / 2007年3月 角川文庫 / 2012年3月 角川文庫【復刊】） - 3.11後、著者自身により2012年版補遺収録
  - 収録作品：リトル・マーメイド / 陽炎 / 一番抵当権 / エレジー / 刺 / 子羊 / ホワイトクリスマス / 静かな黄昏の国
- コンタクト・ゾーン（2003年4月 毎日新聞社 / 2006年11月 文春文庫【上・下】）
- 天窓のある家（2003年9月 実業之日本社 / 2006年10月 新潮文庫）
  - 収録作品：友と豆腐とベーゼンドルファー / パラサイト / 手帳 / 天窓のある家 / 世紀頭の病 / 誕生 / 果実 / 野犬狩り / 密会
- 逃避行（2003年12月 光文社 / 2007年4月 光文社文庫）
- 秋の花火（2004年7月 文藝春秋 / 2007年11月 文春文庫）
  - 収録作品：観覧車 / ソリスト / 灯油の尽きるとき / 戦争の鴨たち / 秋の花火
- 砂漠の船（2004年10月 双葉社 / 2008年1月 双葉文庫）
- ロズウェルなんか知らない（2005年7月 講談社 / 2008年7月 講談社文庫）
- 讃歌（2006年1月 朝日新聞出版 / 2010年1月 朝日文庫）
- 夜のジンファンデル（2006年8月 集英社）
  - 【改題】コミュニティ（2009年7月 集英社文庫）
    - 収録作品：永久保存 / ポケットの中の晩餐 / 絆 / 恨み祓い師 / コミュニティ
- 純愛小説（2007年5月 角川書店 / 2011年1月 角川文庫）
  - 収録作品：純愛小説 / 鞍馬 / 知恵熱 / 蜂蜜色の女神
- 転生（2007年10月 講談社ノベルス / 2011年4月 講談社文庫）
- Χωρα（ホーラ）―死都（2008年4月 文藝春秋）
  - 【改題】死都 ホーラ（2011年1月 文春文庫）
- 仮想儀礼（2008年12月 新潮社【上・下】 / 2011年6月 新潮文庫【上・下】）
- 薄暮（2009年7月 日本経済新聞出版社）
  - 【改題】沈黙の画布（2012年8月 新潮文庫）

#### 2010年代
- スターバト・マーテル（2010年2月 光文社 / 2013年1月 光文社文庫）
  - 収録作品：スターバト・マーテル / エメラルドアイランド
- 廃院のミカエル（2010年11月 集英社 / 2013年11月 集英社文庫）
- はぐれ猿は熱帯雨林の夢を見るか（2011年7月 文藝春秋 / 2014年7月 文春文庫）
  - 収録作品：深海のEEL / 豚と人骨 / はぐれ猿は熱帯雨林の夢を見るか / エデン
- 銀婚式（2011年12月 毎日新聞社）
- ブラックボックス（2013年1月 朝日新聞出版 / 2016年9月 朝日文庫）
- ミストレス（2013年8月 光文社 / 2016年5月 光文社文庫）
  - 収録作品：ミストレス / やまね / ライフガード / 宮木 / 紅い蕎麦の実
- ルーティーン 篠田節子SF短篇ベスト (2013年12月 ハヤカワ文庫JA）
  - 収録作品：小羊 / 世紀頭の病 / コヨーテは月に落ちる / 緋の襦袢 / 恨み祓い師 / ソリスト / 沼うつぼ / まれびとの季節 / 人格再編 / ルーティーン
- 長女たち（2014年2月 新潮社 / 2017年10月 新潮文庫）
- インドクリスタル（2014年12月 KADOKAWA / 2018年1月 角川文庫【上・下】）
- となりのセレブたち（2015年9月 新潮社）
  - 【改題】蒼猫のいる家（2018年11月 新潮文庫）
    - 収録作品：トマトマジック / 蒼猫のいる家 / ヒーラー / 人格再編 / クラウディア
- 冬の光（2015年11月 文藝春秋 / 2019年3月 文春文庫）
- 竜と流木（2016年5月 講談社 / 2020年7月 講談社文庫）
- 銀婚式（2017年1月 新潮社 / 2017年1月 新潮文庫）
- 鏡の背面（2018年7月 集英社 / 2021年5月 集英社文庫）
- 肖像彫刻家（2019年3月 新潮社 / 2022年4月 新潮文庫）

#### 2020年代
- 恋愛未満（2020年4月 光文社 / 2023年4月 光文社文庫）
  - 収録作品：アリス / 説教師 / マドンナのテーブル / 六時間四十六分 / 夜の森の騎士
- 田舎のポルシェ（2021年4月 文藝春秋 / 2023年10月 文春文庫）
- 失われた岬（2021年10月 KADOKAWA / 2024年10月 角川文庫）
- セカンドチャンス（2022年6月 講談社）
- ドゥルガーの島（2023年8月 新潮社）
- 四つの白昼夢（2024年7月 新潮社）
  - 収録作品：屋根裏の散歩者 / 妻をめとらば才たけて / 多肉 / 遺影
- ロブスター（2024年9月 KADOKAWA）

### エッセイ・その他
- 三日やったらやめられない（1998年11月 幻冬舎 / 2001年8月 幻冬舎文庫）
- 寄り道ビアホール（1999年11月 朝日新聞出版 / 2002年2月 講談社文庫）
- 交錯する文明―東地中海の真珠キプロス（2000年2月 中央公論新社）- 写真・鴨志田孝一
- 人間について（2004年6月 扶桑社）- 日高敏隆との往復エッセー
- 「森の人（オランウータン）」が食べるブドウの味（2017年2月 小石川書館）
- 介護のうしろから「がん」が来た！（2019年10月 集英社）

### アンソロジー
書籍名横の「」内が収録されている篠田節子の作品
- 見知らぬ私（1994年7月 角川ホラー文庫）「陽炎」
- かなわぬ想い 惨劇で祝う五つの記念日（1994年10月 角川ホラー文庫）「誕生」
- 白昼夢（1995年8月 集英社文庫）「永久保存」
- 絆（1996年8月 カドカワノベルズ）「小羊」
  - 【改題】ゆがんだ闇（1998年4月 角川文庫）
- 白のミステリー（1997年12月 光文社）「やどかり」
  - 【改題・再編集】恐怖の化粧箱（1999年10月 光文社文庫）
- 最新「珠玉推理」大全〈下〉（1998年10月 光文社カッパ・ノベルス）「野犬狩り」
  - 【改題】闇夜の芸術祭（2003年4月 光文社文庫）
- 恋する男たち（1999年2月 朝日新聞出版 / 2005年3月 新潮文庫）「密会」
- 妖美（1999年3月 徳間文庫）「38階の黄泉の国」
- おぞけ（1999年12月 祥伝社文庫）「歯」
- ザ・ベストミステリーズ 2000 推理小説年鑑（2000年6月 講談社）「灯油の尽きるとき」
  - 【分冊・改題】嘘つきは殺人のはじまり ミステリー傑作選43（2003年9月 講談社文庫）
- 花迷宮（2000年7月 日文文庫）「家鳴り」
- 悪魔のような女（2001年7月 ハルキ文庫）「七人の敵」
- ミステリー傑作選・特別編〈6〉自選ショート・ミステリー2（2001年10月 講談社文庫）「春の便り」
- M列車で行こう（2001年10月 光文社カッパ・ノベルス / 2005年5月 光文社文庫）「逢いびき」
- 緋迷宮（2001年12月 祥伝社文庫）「ピジョン・ブラッド」
- 短篇ベストコレクション 現代の小説2002（2002年5月 徳間文庫）「リトル・マーメード」
- 紅迷宮（2002年6月 祥伝社文庫）「失われた二本の指へ」
- ザ・ベストミステリーズ 2002 推理小説年鑑（2002年7月 講談社）「リトル・マーメード」
  - 【分冊・改題】トリック・ミュージアム ミステリー傑作選（2005年8月 講談社文庫）
- 短編復活（2002年11月 集英社文庫）「38階の黄泉の国」
- 紫迷宮（2002年12月 祥伝社文庫）「ニライカナイ」
- 鬼瑠璃草（2003年1月 祥伝社文庫）「幻の穀物危機」
- エクスタシィ 大人の恋の物語り（2003年4月 KKベストセラーズ）「コンセプション」
- らせん階段（2003年5月 ハルキ文庫）「秋草」
- ミステリア（2003年12月 祥伝社文庫）「水球」
- ザ・ベストミステリーズ 2004 推理小説年鑑（2004年7月 講談社）「ヒーラー」
  - 【分冊・改題】孤独な交響曲（2007年4月 講談社文庫）
- ときめき―恋愛ミステリー館〈1〉（2004年12月 廣済堂文庫）「柔らかい手」
- 恋愛小説（2005年1月 新潮社）「夜のジンファンデル」
- 秘密。―私と私のあいだの十二話（2005年3月 ダ・ヴィンチブックス文庫）「別荘地の犬 A-side」「別荘地の犬 B-side」
- 恋は罪つくり（2005年7月 光文社文庫）「ピジョン・ブラッド」
- Vintage'06（ヴィンテージ・シックス）（2006年6月 講談社）「天使の分け前」
- 本からはじまる物語（2007年12月 メディアパル / 2022年3月 角川文庫）「バックヤード」
- 日本の作家60人 太鼓判！のお取り寄せ（2011年6月 講談社）※エッセイアンソロジー「ライニ エクストラバージンオリーブオイル」
- 短篇ベストコレクション 現代の小説2012（2012年6月 徳間文庫）「トマトマジック」
- 日本SF短篇50 IV 1993-2002―日本SF作家クラブ創立50周年記念アンソロジー（2013年8月 ハヤカワ文庫JA）「操作手（マニピュレーター）」
- ベスト・エッセイ2014（2014年6月 光村図書出版）※エッセイアンソロジー「緑のカーテン」
- 孤絶せし者 冒険の森へ 傑作小説大全19（2015年12月 集英社）「幻の穀物危機」
- 推理作家謎友録 日本推理作家協会70周年記念エッセイ（2017年8月 角川文庫）※エッセイアンソロジー
- 皆川博子の辺境薔薇館（2018年5月 河出書房新社）※皆川博子読本「偏狭な文学観では理解不能な傑作」
- 短編伝説 別れる理由（2018年8月 集英社文庫）「内助」
- 平成怪奇小説傑作集 1（2019年7月 創元推理文庫）「静かな黄昏の国」
- 医療ミステリーアンソロジー ドクターM（2020年7月 朝日文庫）「人格再編」
- あなたの涙は蜜の味 イヤミス傑作選（2022年9月 PHP文芸文庫）「コミュニティ」
- 居心地のいい場所へ 随筆集 あなたの暮らしを教えてください3（2023年5月 暮しの手帖社）※エッセイアンソロジー「緑のカーテン」

## 映像化作品

### テレビドラマ
NHK総合
- 土曜ドラマ
  - いのちの事件簿 〜福祉の最前線でケースワーカーは今〜（1997年3月29日、主演：三浦友和、原作：死神）

- NHKドラマ館
  - 女たちの聖戦（ジハード）（1998年9月19日 - 9月26日、全2話、主演：賀来千香子、原作：女たちのジハード） - 1997年にNHK衛星放送第2で放送されたものを再編集したもの

- 百年の恋（2003年11月10日 - 12月4日、全16話、主演：筒井道隆）

NHK衛星放送第2
- BS日曜ドラマ
  - 女たちの聖戦（ジハード）（1997年10月26日 - 11月16日、全4話、主演：賀来千香子、原作：女たちのジハード）

NHK BSプレミアム4K / NHK BS
- 新BS「プレミアムドラマ」
  - 仮想儀礼（2023年12月3日 - 2024年2月11日、全10話、主演：青柳翔・大東駿介、原作：仮想儀礼）

日本テレビ系
- 土曜グランド劇場
  - ハルモニア この愛の涯て（1998年7月11日 - 9月12日、全9話、主演：堂本光一、原作：ハルモニア）- 第36回ギャラクシー賞奨励賞受賞

- ドラマコンプレックス
  - ウィルスパニック2006夏〜街は感染した〜（2006年6月27日、主演：りょう、原作：夏の災厄）

WOWOW
- カノン（2002年1月2日、「WOWOW開局10周年記念プライムサスペンス」の第2弾として放送、主演：賀来千香子）
- ドラマW
  - マエストロ（2006年9月24日、主演：観月ありさ）

テレビ朝日系
- 新・京都迷宮案内（第10シリーズ）（主演：橋爪功）
  - 第3話・母を待つ少女の秘密（2008年1月31日、ゲスト：西尾まり、原作：コンクリートの巣『レクイエム』所収）

## メディア出演
- 第48回NHK紅白歌合戦（1997年12月31日、NHK総合・ラジオ第1） - 審査員
- 宮崎美子のすずらん本屋堂（2013年5月3日、BSイレブン） - ゲスト出演。『女たちのジハード』、『ブラックボックス』、パオロ・バチガルピ著『第六ポンプ』について。
- Changeの瞬間 〜がんサバイバーストーリー〜（2022年10月2日・9日、朝日放送ラジオ）[14]

## 未書籍化作品・インタビュー等

### 連載
- カンタータ（『小説トリッパー』2025年夏季号 - ）

### インタビュー
- 「連作短編集『肖像彫刻家』」（2019年5月26日号 しんぶん赤旗日曜版）